# Achaearanea uviana
Achaearanea uviana är en spindelart som beskrevs av Claude Lévi 1963. Achaearanea uviana ingår i släktet Achaearanea och familjen klotspindlar.
Artens utbredningsområde är Peru. Inga underarter finns listade i Catalogue of Life.